# مکبث (فیلم ۱۹۱۳)
«مکبث» (انگلیسی: Macbeth) یک فیلم است که در سال ۱۹۱۳ منتشر شد.